# Boulia
Boulia – miasto w Australii, w stanie Queensland.
W mieście znajduje się lotnisko.

## Historia
Aktem z 31 lipca 1879 ustanowiono rezerwę pod budowę miasta. Nazwa Boulia została nadana w 1882 przez odkrywcę Fredericka Arthura Hartnella, pochodzi od słowa bool-yo z języka Pitta Pitta oznaczającego wodopój.